# Гінген
Гінген (нім. Giengen) — місто в Німеччині, знаходиться в землі Баден-Вюртемберг. Підпорядковується адміністративному округу Штутгарт. Входить до складу району Гайденгайм.
Площа — 44,05 км2. Населення становить 19 711 ос. (станом на 31 грудня 2020).